# 権藤恕
権藤 恕（ごんどう はかる、1897年（明治30年）2月19日 - 1945年（昭和20年）6月26日）は、大日本帝国陸軍軍人。最終階級は陸軍中将。功四級

## 経歴
1897年（明治30年）に宮崎県で生まれた。陸軍士官学校第31期、陸軍大学校第39期卒業。1940年（昭和15年）3月9日、陸軍歩兵大佐進級と同時に支那派遣軍第3課長に着任し、日中戦争に出動。1942年（昭和17年）8月に陸軍大学校教官に転じ、1943年（昭和18年）8月25日に船舶司令部兵器部長兼野戦船舶本廠長に就任。
1944年（昭和19年）3月1日に陸軍少将に進級し、12月30日に第3船舶輸送司令部附を経て、1945年（昭和20年）2月1日に第13船舶団長に就任した。5月23日に陸軍兵器行政本部補給部長に転じたが、在任中の6月26日に死去。同日任陸軍中将。